# Dapala
Dapala est une commune rurale située dans le département de Ouo de la province de Comoé dans la région des Cascades, au Burkina Faso.